# Felix Gall
Felix Gall   (Nußdorf-Debant, 27 de febrer de 1998) és un ciclista austríac, professional des del 2017, quan fitxà pel Development Team Sunweb. Des del 2022 corre a l'equip AG2R Citroën Team. Com a ciclista amateur guanyà, entre d'altres, el Campionat del món en ruta júnior del 2015 i el Campionat d'Àustria en ruta sub-23 del 2018. La primera victòria com a professional arribà a la Volta a Suïssa de 2023, on guanyà una etapa. Al seu palmarès destaca una victòria d'etapa al Tour de França de 2023
El 9 de juny 2023 anuncià la renovació del seu contracte per l'AG2R Citroën Team fins al 2025.

## Palmarès
- 2015
  -  Campió del món en ruta júnior
  -  Campió d'Àustria en ruta júnior
- 2016
  - 1r al Trofeu Guido Dorigo
- 2018
  -  Campió d'Àustria en ruta sub-23
- 2019
  - 1r a l'Istrian Spring Trophy i vencedor d'una etapa
- 2023
  - Vencedor d'una etapa a la Volta a Suïssa
  - Vencedor d'una etapa al Tour de França

### Resultats al Tour de França
- 2023. 8è de la classificació general. Vencedor d'una etapa
- 2024. 14è de la classificació general

### Resultats al Giro d'Itàlia
- 2022. 50è de la classificació general